# Ulrich von Zatzikhoven
Ulrich von Zatzikhoven foi o autor do romance em alto alemão médio Lanzelet, o qual faz parte do ciclo arturiano.
O nome de Ulrich e seu sítio de origem (Zezikon na Suíça) são conhecidos unicamente por esta única obra. Todavia, é geralmente aceito que Ulrich é o mesmo "padre leigo" ("Leutpriester") de Lommis no cantão de Thurgau conhecido por Uolricus de Cecinchoven, que aparece como testemunha da doação datada de 29 de Março de 1214, executada pela família dos condes de Togemburgo em favor do monastério de São Peterzell.